# 154 Bertha
A 154 Bertha a Naprendszer kisbolygóövében található aszteroida. Prosper Henry fedezte fel 1875. november 4-én.